# Bastendorf
Bastendorf (luxembourgeois : Baastenduerf) est une section de la commune luxembourgeoise de Tandel située dans le canton de Vianden.

## Géographie
Bastendorf est situé dans la vallée de la Blees, un affluent de la Sûre.

## Histoire
Jusqu’à sa fusion avec la commune de Fouhren pour former la nouvelle commune de Tandel le 1er janvier 2006, Bastendorf était une commune indépendante du canton de Diekirch.

## Politique et administration

### Liste des bourgmestres
| Identité              | Période          | Période          | Durée                       | Étiquette |
| Identité              | Début            | Fin              | Durée                       | Étiquette |
| --------------------- | ---------------- | ---------------- | --------------------------- | --------- |
| Ali Kaes (né en 1955) | 1er janvier 1994 | 31 décembre 2005 | 11 ans, 11 mois et 30 jours | CSV       |